# Family Snapshot
Family Snapshot ist ein Lied des britischen Pop-Rock-Musikers Peter Gabriel. Es erschien erstmals als Teil seines dritten Studioalbums Peter Gabriel (Melt) am 30. Mai 1980.

## Inhalt und Bedeutung
Inspiriert wurde der Song durch das 1973 erschienene Buch An Assassin’s Diary (Tagebuch eines Attentäters) von Arthur Bremer, der am 15. Mai 1972 ein Attentat auf George Wallace, einen Politiker der Demokratischen Partei, der sich für die Rassentrennung einsetzte, verübte. Wallace, damals Gouverneur des Bundesstaates Alabama, blieb gelähmt. Bremer wurde zu 63 Jahren – nach Berufung zu 53 Jahren – Haft verurteilt. Am 9. November 2007 wurde er auf Bewährung freigelassen. Gabriel sprach über das Buch in einer 1988 autorisierten Biographie:

„An Assassin’s Diary war ein wirklich böses Buch, aber man bekommt ein Gefühl für die Person, die es schreibt. Bremer war besessen von der Idee des Ruhmes. Er kannte die Nachrichtensendungen in der ganzen Welt und versuchte, das Attentat so zu timen, dass es in den USA in den frühen Abendnachrichten und in Europa in der späten Nacht ausgestrahlt wurde, um ein Maximum an Berichterstattung zu erhalten.“

Gabriel erklärte in der Einleitung zu dem Lied während seines Konzerts im Paramount Theatre in Seattle am 10. August 1983, dass das Lied „teilweise aus den Schriften von Arthur Bremer und The Diary of an Assassin entnommen und mit ein paar Bildern von Dallas (Attentat auf John F. Kennedy am 22. November 1963) vor zwanzig Jahren vermischt“ sei.

## Komposition
Die musikalische Überleitung spiegelt den Verlauf und die Emotionen der Geschichte wider. Es beginnt als langsames, unaufdringliches Stück, in dem der Attentäter seinen Plan durchführt, und wird immer intensiver, je näher die Zielperson dem Attentäter unwissentlich kommt. Schließlich geht das Lied in einen ruhigen, schwermütigen Höhepunkt über, als der Schütze, der gerade sein Ziel erschossen hat, sich an die Einsamkeit seiner Kindheit und seinen Durst nach Aufmerksamkeit erinnert, die ihn dorthin geführt haben, wo er jetzt ist.
Der Song steigert sich von einem ruhigen nur von Klavier begleiteten Gesangspart zu einem treibenden Rockrhythmus, an dem das unheimlich stimmig gespielte Saxofon einen starken Anteil hat, bis das Abfeuern des Schusses („and I let the bullet fly“) in den introspektiven Schlussteil überleitet, der uns einen Einblick in das Seelenleben und die offensichtlich problematische Kindheit des Attentäters gewährt. Am Ende kann der Hörer kaum glauben, dass diese Vielfalt an Stimmung und dieses gekonnt aufgebaute Drama nur viereinhalb Minuten gedauert hat.

## Aufnahme
Die Aufnahme zeigt Gabriels ersten Einsatz des Yamaha CP-70 Electric Grand Piano. Der Arbeitstitel lautete „FMR“, wie frühe Tourneelisten belegen.

## Schnappschuss (Ein Familienfoto)
Von diesem Lied wurde wie von allen anderen Liedern des Albums Peter Gabriel (Melt) eine deutschsprachige Version unter dem Titel Schnappschuss (Ein Familienfoto) kreiert, die am 2. Juni 1980 auf dem Album Ein deutsches Album in Westdeutschland erschien. Gabriel singt darauf selbst den von Horst Königstein auf Deutsch übersetzten Text. Peter Gabriel arbeitete sorgfältig mit Horst Königstein zusammen, um sicherzustellen, dass der deutschsprachige Text mehr ist als eine einfache Übersetzung des englischsprachigen Originals. Die Sprache vermittelt nicht nur die Bedeutung und die beabsichtigte Bildsprache des ursprünglichen Songs, sondern ermöglicht es den Worten auch, zur Musikalität des Liedes beizutragen.

## Mitwirkende

### Musiker
- Phil Collins – Snare Drum
- Larry Fast – Synthesizer
- Peter Gabriel – Hauptgesang, Piano
- John Giblin – E-Bass
- Dave Gregory – E-Gitarre
- Jerry Marotta – Schlagzeug
- Dick Morrissey – Saxophon
- David Rhodes – E-Gitarre

### Technisches Personal
- John Dent – Soundeditor
- Peter Gabriel – Songwriter
- Steve Lillywhite – Produktion
- Hugh Padgham – Toningenieur